# Nyagituku (vattendrag)
Nyagituku är ett vattendrag i Burundi.   Det ligger i provinsen Makamba, i den södra delen av landet, 110 km söder om huvudstaden Bujumbura.
Omgivningarna runt Nyagituku är en mosaik av jordbruksmark och naturlig växtlighet. Runt Nyagituku är det ganska tätbefolkat, med 149 invånare per kvadratkilometer.